# Boinae
I Boini (Boinae Gray, 1825) sono una sottofamiglia di serpenti della famiglia dei Boidi.

## Distribuzione e habitat
Questi serpenti sono diffusi in America centrale e meridionale.

## Tassonomia
La sottofamiglia comprende 5 generi e 30 specie:
- Genere Boa Linnaeus, 1758
  - Boa constrictor Linnaeus, 1758 - boa costrittore
  - Boa imperator Daudin, 1803

- Genere  Chilabothrus Duméril & Bibron, 1844
  - Chilabothrus angulifer (Cocteau & Bibron, 1840) - boa di Cuba
  - Chilabothrus chrysogaster (Cope, 1871) - boa di Turks e Caicos
  - Chilabothrus exsul (Netting & Goin, 1944) - boa di Abaco
  - Chilabothrus fordii (Günther, 1861) - boa terricolo di Haiti
  - Chilabothrus gracilis Fischer, 1888 - boa arboricolo di Haiti
  - Chilabothrus inornatus (Reinhardt, 1843) - boa di Porto Rico
  - Chilabothrus monensis (Zenneck, 1898) - boa di Mona
  - Chilabothrus striatus (Fischer, 1856) - boa di Hispaniola
  - Chilabothrus strigilatus (Cope, 1863)
  - Chilabothrus subflavus (Stejneger, 1901) - boa della Giamaica

- Genere Corallus Daudin, 1803
  - Corallus annulatus (Cope, 1875) - boa arboricolo annulato
  - Corallus batesii (Gray, 1860)
  - Corallus blombergi (Rendahl & Vestergren, 1941)
  - Corallus caninus (Linnaeus, 1758) - boa arboricolo smeraldino
  - Corallus cookii Gray, 1842 - boa arboricolo di Cook
  - Corallus cropanii (Hoge, 1953) - boa di Cropan
  - Corallus grenadensis (Barbour, 1914) - boa arboricolo ripario di Grenada
  - Corallus hortulanus (Linnaeus, 1758) - boa arboricolo dell'Amazzonia
  - Corallus ruschenbergerii (Cope, 1876) - boa arboricolo dell'America centrale

- Genere Epicrates Wagler, 1830
  - Epicrates alvarezi Abalos, Baez & Nader, 1964
  - Epicrates assisi Machado, 1945
  - Epicrates cenchria (Linnaeus, 1758) - boa arcobaleno
  - Epicrates crassus Cope, 1862
  - Epicrates maurus Gray, 1849

- Genere Eunectes Wagler, 1830
  - Eunectes beniensis Dirksen, 2002
  - Eunectes deschauenseei Dunn e Conant, 1936 - anaconda dalle macchie scure
  - Eunectes murinus (Linnaeus, 1758) - anaconda verde meridionale
  - Eunectes akayima ((Bryan Fry, 2024) - anaconda verde settentrionale
  - Eunectes notaeus Cope, 1862 - anaconda giallo